# José María Butrón Pareja
José María Butrón Pareja fue un marino español, nacido en Medina Sidonia (provincia de Cádiz, Andalucía, España) en 1793 y fallecido en Chile en 1818.

## Carrera militar

### Primeros años
Comenzó a servir en la Armada española en 1806 en calidad de guardia marina. Destinado al Arsenal de La Carraca, en cuyas baterías participó en el combate y rendición de la escuadra francesa de François Rosily. Por su comportamiento en aquella ocasión fue promovido a alférez de fragata, solicitando y obteniendo de la Junta Suprema de Sevilla ser destinado al apostadero del Callao en Lima, en el Virreinato del Perú, donde prestó sus servicios hasta 1810, año en que se embarca en la fragata Astrea cuyo destino era Cádiz.

### Guerra de la Independencia
Tomó parte durante la Guerra de la Independencia Española en diversos ataques que se dieron a las baterías francesas de El Puerto de Santa María y Rota, por cuyos servicios fue ascendido a alférez de navío. Por segunda vez fue destinado al Pacífico, en el ejército expedicionario de Chile, donde obtuvo la graduación de teniente de fragata en 1815.

### Guerras en América
Terminadas las operaciones en Chile, volvió a la Real Armada presentándose en el apostadero del Callao, donde prosiguió sus servicios por las costas peruanas y panameñas. En 1818, con el empleo de teniente de navío, fue hecho prisionero por los insurgentes en la batalla de Maipú y fusilado al negarse a aceptar formar parte en las filas del ejército independentista y mantener la fidelidad jurada a su patria y a su rey.
- Datos: Q5942691